# Gustav Fedor Zschille
Gustav Fedor Zschille (* 26. Juni 1819 in Großenhain; † 31. März 1888 in Montreux) war ein deutscher Tuchfabrikant und sächsischer Politiker. Er war als Vertreter des Handels und Fabrikwesens von 1854 bis 1862 Mitglied des Sächsischen Landtages. Weiters trug er den Titel eines königlich-sächsischen geheimen Kommerzienrates.

## Leben

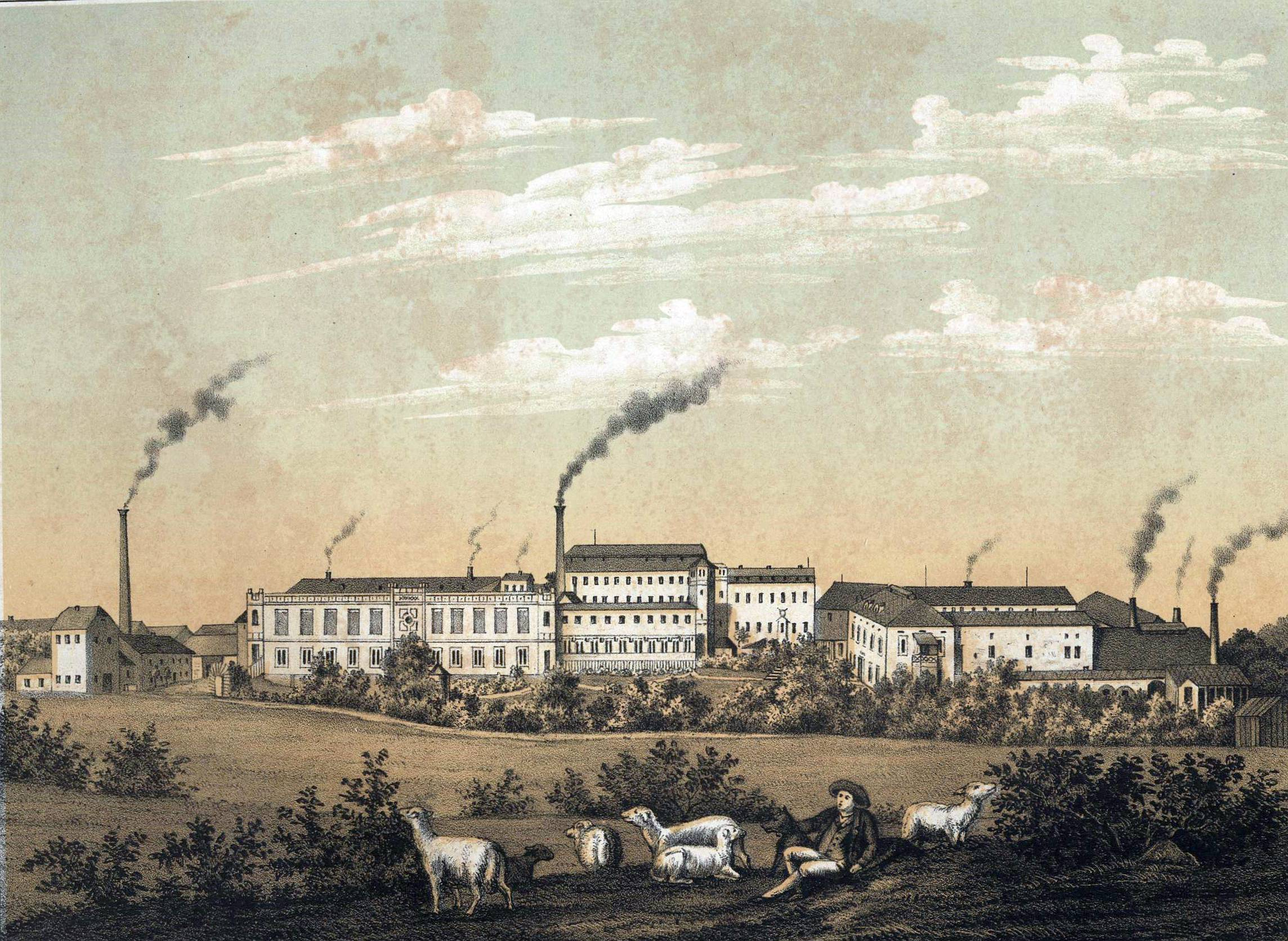
Die Großenhainer Tuchfabrik der Gebrüder Zschille um 1856

Zschille betrieb in Großenhain ab 1846 eine Textilfabrik sowie eine Kammgarnspinnerei. Außerdem war er an der Tuchfabrik der Gebrüder Zschille beteiligt, die sich Mitte des 19. Jahrhunderts im Besitz der Herren Herrmann Zschille und Louis Zschille befand. Anteile besaß er später auch an der Berlin-Dresdner Eisenbahn.
Er verstarb schließlich im Frühjahr des Jahres 1888 im schweizerischen Montreux.

## Familie
Zschille heiratete 1857 in Hosterwitz Therese Ernestine, geb. von Einsiedel (* 1829), Tochter des königlich-sächsischer Generalmajors Karl Heinrich von Einsiedel (1783–1860). Das Ehepaar Zschille hatte vier Töchter:
- Marie Karoline Dorothee Zschille (* 1860) ⚭ 1892 Friedrich Johann Willibald von Oheimb (* 1848).
- Therese Elisabeth Zschille (* 1862) ⚭ 1884 Otto Camillo Bader, königlich-sächsischer Rittmeister.
- Johanna Mathilde Zschille (* 1863) ⚭ 1913 Hans Christoph Moritz von Beschwitz (* 1853), königlich-preußischer Oberstleutnant und Pferdevormusterungskommissar.[6]
- Helene Walthere Zschille (1867–1910) ⚭ 1887 Hans Christoph Moritz von Beschwitz, s. o.[7]

## Die Familien-Grabstätte der Zschilles
Die Zschilles gehörten zu den großen Unternehmerfamilien in Großenhain. Die Mitglieder der Familie stifteten im Jahre 1883 anlässlich des 400. Geburtstages von Martin Luther das bis heute erhaltene Osterfenster in der städtischen Marienkirche, in welchem auch der Reformator selbst mit einem Bildnis dargestellt ist. In jenem Jahr war Kurt Fedor Zschille im Alter von nur 23 Jahren an Typhus verstorben. Der frühe Tod des angedachten Firmennachfolgers veranlasste die Familie zur Errichtung einer Familiengrabanlage, welche in der Gegenwart unter Denkmalschutz steht. Die Anlage hatte zunächst eine Länge von 12 Metern. Sie wurde im Jahre 1887 allerdings geteilt und eine Hälfte ging an Zschilles Geschäftspartner sowie späteren Teilhaber Georg August Groos über.
Mitte der 2010er Jahre befand sich die Anlage in einem sanierungswürdigen Zustand. Der Darmstädter Rainer von Oheimb, ein Urenkel Zschilles, und seine Frau entdeckten sie schließlich auf der Suche nach ihren familiären Wurzeln und ließen diese sanieren, wobei sie etwa 7000 € aus eigenen Mitteln investierten. Dabei wurde unter anderem auch der Teil der Anlage freigelegt, der inzwischen durch Verblendmauerwerk verdeckt wurde. Weiters wurde durch diese Arbeiten die das Grabmal überspannende Grabinschrift mit den Worten „Der Edle lebt nach seinem Tode fort und ist so wirksam, als er lebte, die gute Tat, das schöne Wort, es strebt unsterblich, wie er sterblich strebte.“ saniert und lesbar gemacht. Außerdem wurden im Zuge der Restaurierungsmaßnahmen die Grabstätten des Großenhainer Tuchfabrikanten Richard Zschille (1847–1903) und seines Sohnes Louis Zschille-Hartmann (1875–1913) ebenfalls saniert.